# Torre J. Garriga (Matadepera)
La Torre J. Garriga és una obra de Matadepera (Vallès Occidental) protegida com a Bé Cultural d'Interès Local.

## Descripció
Torre de dues plantes i mirador central.
La coberta a quatre vessants composta, visible des de la via pública és amb teula àrab, també presenta teula vidriada en les carenes o arestes. El ràfec és de voladís considerable amb permòdols prefabricats. De les obertures en destaca el porxo i la marquesina, ambdós amb columnes d'estil historicista jòniques. Les façanes són arrebossades en la seva totalitat i mostren motllures d'ornament. De la torre mirador destaquen els tres finestrals per façana. La marquesina de la façana principal, sud, suporta un balcó amb balustrada. En la façana de llevant també s'hi ubica una terrassa amb balustrada. La torre, cantonera, té extens jardí i tanca amb paredat de calcària.

## Història
És un notable exponent de casa d'estiueig de la primera meitat del segle xx, moment en què s'urbanitza el carrer Àngel Guimerà. La torre és una de les primeres mostres d'habitatge d'estiueig de la postguerra que marcarà un canvi en la manera d'entendre la urbanització i característiques constructives a Matadepera, moment en el qual s'abandonarà un cert racionalisme per avançar vers una idea més monumentalista.